# Teológiai antropológia
A teológiai antropológia a teológia része, amely az ember keresztény nézetű megértésével foglalkozik. Az embert lényege szerint érti, nemcsak egy fajtát, egy kultúrát, egy korszakot, vagy társadalmi osztályt fog át, hanem átfogja az egész emberiséget, mint Isten teremtői alkotását.
Kiinduló tétele : Isten saját képére teremtette az embert, férfivá és nővé.

## Kezdetek
A keresztény gondolkodók az embert kezdettől Isten képmásának tekintették, e tételből azonban nem egy koherens emberképet bontakoztattak ki, hanem az ember teremtmény-mivoltára helyezve a hangsúlyt. Isten megismerésére és megértésére törekedtek. A krisztológia, vagy pontosabban a Jézus emberi mivolta körül évszázadokon át kavargó viták is azt bizonyítják, hogy e kor kereszténysége nem rendelkezett kimunkált emberfelfogással, még akkor sem, ha néhány, az ember sajátos lényegére és fontosságára vonatkozó belátás már ekkor felmerült. Ezek szerint a teremtmény-emberi lény az érzéki-anyagi és a szellemi világ határán áll, s ennek megfelelően kettős természetű, test és lélek, s e kettő időleges harmóniája.

## Középkor
A középkori skolasztikában az ember hittel mint transzcendens adottsággal bíró lény, egyben azonban megismerőképes egyed is; létezésének lényege a benne rejtőző hit és a számára adott tudás összhangjának meglelése. Az ember a skolasztikus bölcselet számára döntően ontológiai, létrendi probléma, kitüntetett önértéke pedig csupán Isten fel- és megismerésének folyamatában van. Ugyancsak gyakori megközelítés a középkori keresztény szemléletben az, amely az ember helyét kozmológiai távlatban tekinti lényegesnek: ő a közvetítő a Teremtő és a teremtett univerzum között, s maga is (Nicolaus Cusanus kifejezésével) parányi mikrokozmosz. Ez egyben azt is jelentette, hogy az embernek, az emberfogalomnak metafizikai helye van a létezők rendjében; ő a teremtett világmindenség középpontja, az összekötő láncszem az anyagi és a szellemi létrend között, legalapvetőbb sajátossága pedig a Lét Istenben megvalósuló egyetemességére irányuló nyitottság. E sajátos metafizikai egyoldalúság következtében az antropológia diszciplínaként is feloldódik; az emberi lét az egyetemes létrendbe tagolódik, a cselekvő ember pedig — szubsztancialitásától, létadottságaitól elvonatkoztatva — az etikának válik elemzendő tárgyává.

## Újkor
Ezzel a hagyománnyal szakított az újkori gondolkodás akkor, amikor — már a késői skolasztikában Suarez, majd Descartes és követői jóvoltából — az embert szigorúan szubsztanciálisan és evilágiságában tette vizsgálata tárgyává. Az újszerű antropológiai szemlélet érvényre jutásában fontosnak bizonyult Kant antropológiai fordulata, Fichte  embertana, majd a biológia és szociálantropológia tudományként való emancipációja a 19. században, újabb és újabb kihívást jelentve a hagyományos keresztény emberfelfogás számára.

## 20. század
A transzcendentális neotomizmus szellemi lehetőségeinek és a modern egzisztenciális filozófia intencióinak szintéziseként született meg végül az 1930-as évek végén, az 1940-es évek elején a katolikus antropológiai teológia (és filozófia), amely — J. B. Lotz (1903-1992) jezsuita filozófus és mások hasonló kísérletei mellett — klasszikus, fordulat értékű megfogalmazását Karl Rahner írásaiban nyerte el.
Rahner e téren alapvető jelentőségű írásának, a Geist in Welt (Szellem a világban, 1939) és a Hörer des Wortes (Az Ige hallgatója, 1941) című műveknek gondolati forrása Aquinói Szt. Tamás, Maréchal és Heidegger.
Rahner elméleti kiindulópontja a megismerésnek mint létviszonynak az elemzése, amely azonban nála egy új, antropológiai szemlélet érvényesítésének válik eszközévé. Az antropológiai szemlélet igazi áttörésére azonban csak az 50-es évek derekától kerül sor: elkészül a 
Theologie und Anthropologie című fontos tanulmány, majd pedig a II. Vatikáni Zsinat reformszelleme ad teret az emberfilozófia kibontakoztatásának, Rahner mellett immár pályatársak, követők és tanítványok egész sora közreműködésével és jóvoltából.
Ami az antropológiai szemlélet alapjait illeti, Rahner véleménye szerint „az ember annyiban van, amennyiben a létre kérdez, az ember maga mint létkérdés létezik", ebből pedig szükségszerűen adódik, hogy a metafizika alapkérdése nem a lét vagy a megismerés elvonatkoztatva és általában, hanem a kettő közös, természetes szubsztrátuma és alanya: az ember. A megismerés alapja a létet önmagában birtokló megismerő alany és az általa megismert tárgyi lét azonossága. Megismerésünk egyes aktusaiban a megismerő alany és az ismerettárgy között szakadék tátong, amelynek következtében megismerésünk végtelen transzcendens nyitottsága — az egészre, a létezőkre, a Létre való ráhangoltsága — ellenére önmagunkat és önmagunkban a létet csak a világ ismeretén keresztül ragadhatjuk meg, bár emberlétünk alapvető jelentőségű mozzanata éppen az önmagunkra való visszahajlás, az önreflexió, az öntudat. Ugyanakkor a metafizika — és vele a megismerés elméletének — kidolgozási lehetőségét éppen az jelenti, hogy tárgyi megismerésünk természetes velejárója az ismerettárgyon túlmutató kinyúlás a létre általában, s ez a nem tematikus, fogalmilag kifejezhetetlen, látens előzetes ismeret (eleve-tudás) biztosítja tárgy- és önismeretünk működését és összekapcsolódását, a létre mint világban való létre történő rákérdezés lehetőségét. A Rahner által itt körvonalazott, a modern egzisztenciái-ontológiából sokat merítő megoldás rendkívüli jelentőségű a modern katolikus gondolkodásban, hiszen az ember egyszerre alanyi és tárgyi, immanens és transzcendens kötődésének feltételezése új, egyidejű kapcsolatot teremt a metafizika tradicionális alapfogalmai: Isten, Ember és Világ között, s világosan definiálja az emberi létezés alapszituációját mint egy lehetséges keresztény antropológia középponti gondolatát. A létre való kinyúlás mint emberi egzisztencia-meghatározottság rahneri fogalmából viszont a leírt processzus — s vele az ember — történetisége is következik, mivel az előzetes létismerettel (az önmagán túlnyúlás képességével) mindig is rendelkező ember csak megismerése folyamatában, a világon át jut el ezen tudása tematikussá tételéhez. Az ember csak e világi-történeti fejlődésében válik azzá, ami valójában, akkor, ha szabadsága birtokában saját létére mond igent, ez a permanens döntés pedig szükségszerűen a Jóra, az Igazra, a Létre, azaz Istenre is vonatkozik. Isten választása — hiszen a hit, az Isten felé fordulás eredendően döntés természetű — szabad egzisztenciális aktus; ez a rahneri gondolat pedig végérvényesen elsöpri az ortodox neotomizmus racionális objektivizmusát, hiszen így az Isten és az ember közötti kapcsolat nem megismerési viszony többé, de nem is pusztán a Teremtő és a teremtmény közötti reláció, hanem olyan egzisztenciális függés és szabad önmeghatározás, amelyet nem racionális faktumok, hanem a szabad személyes döntés hitelesít. Mindebből a tudományos, redukcionista-ontológiai megközelítés régi módon felfogott útjának tarthatatlanságára is következtethetünk; a hit alapja, Isten elsajátításának eszköze antropológiai: az emberi személyiséget megalapozó és konstituáló előzetes egzisztenciális döntés világába tartozik. E döntés meghozatalában az ember kettős természetűnek bizonyul: mint szabad személy, teljes autonómiával és függetlenséggel bír, egyben azonban a Lét felé fordulva és Isten kegyelme által válhat csupán képessé az isteni önközlés befogadására. Különösen újszerű és radikális következtetést rejteget ez a gondolatsor a rahneri antropológiában: nem csupán annak állítását, hogy az antropológia minden bölcseleti reflexió elemi feltétele és kiindulópontja, hanem annak állítását is, hogy Isten és az ember (valamint természetesen a külvilág) fogalmait csak egymásra vonatkoztatva lehet értelmezni.
Rahner számára filozófiai alapvetésének antropologizáló jellegéből egészen természetesen adódik, hogy teológiájának fő területe a krisztológia, az isteninek és az emberinek a Megtestesülésben, az Isten-Ember alakjában megvalósuló találkozása. A Megváltó alakjának elemzéséből származó legfontosabb következtetése az, hogy a keresztény tanítás ezen centruma egyszerre teológiai és antropológiai diszciplína, 
s az antropológiai szemlélet nem alkalmi díszítmény csupán a kereszténység gondolati építményén, hanem annak alapja és lényege. Isten és ember. Természeti és Természetfeletti ilyen szoros összekapcsolása és egy ebből fakadóan dinamikus-történeti istenfogalommal való kísérletezés azonban antropológiai és dogmatikai értelemben is számos nehézséget támaszt, különösen a tiszta emberi természet (a kegyelem — és természetesen a hit — előtti létállapot, a 
natura púra), valamint a kegyelem egymással való viszonyának vonatkozásában, ám ezt Rahner a természetfeletti egzisztenciáié mint alapvető antropológiai kategória bevezetésével úgy oldja meg, hogy a natura púra késő skolasztikus kategóriáját elvetve, az embert eleve többnek tekinti puszta természetnél; olyannak, aki eleve vonatkozásban van a transzcendenciával és eleve magában hordja az „objektív megigazulás" (a partikuláris létén való túlemelkedés) lehetőségét. (A natura pura-t, mint statikus és teológiailag teljesen elhibázott gondolatot a perszonalizmus és a nouvelle théologie is elutasítja.)
Sok egyéb mellett ebből következik Rahner nyilvánvalóan antropológiai fogantatású, jelentős és sok vitát kiváltott teóriája, az anonim kereszténység elmélete. A kiindulás teljesen logikus: ha az Istenre való rátalálás az ember antropológiai adottsága, akkor ez az adottság ember mivoltának általános lehetősége szerint mindenkinek, a nem-hívőnek, a tudatos ateistának is sajátja. Ebben az értelemben az üdvösségre való lehetőség minden ember számára adott, bár egyesek — tudatos döntésük révén — nem reflektálnak erre a lehetőségre.